# Astragalus fragiferus
Astragalus fragiferus är en ärtväxtart som beskrevs av Aleksandr Andrejevitj Bunge. Astragalus fragiferus ingår i släktet vedlar, och familjen ärtväxter. Inga underarter finns listade i Catalogue of Life.